# Albowfelsen
Die Albowfelsen (russisch Зкала Альбова Skala Albowa) sind ein Felsenkliff an der Banzare-Küste des ostantarktischen Wilkeslands. Es ragt unmittelbar südlich des Kap Spieden an der Westseite der Porpoise Bay auf.
Kartiert wurden sie bei der Zweiten Sowjetischen Antarktisexpedition (1956–1958). Namensgeber ist der russische Botaniker Nikolai Albow (1866–1897).